# National Hockey League 2003/2004
National Hockey League 2003/2004 var den 87:e säsongen av NHL, där samtliga 30 lag spelade 82 grundseriesmatcher innan det avgjorts vilka 16 lag som gick vidare till slutspelet. Säsongen avgjordes i den sista finalmatchen den 7 juni 2004 då Tampa Bay Lightning vann Stanley-Cup för första gången efter finalseger mot Calgary Flames med 4–3 i matcher.
Det här var första gången sedan säsongen 1969/1970 som hemmalagen bar mörka tröjor på hemmaplan.
Under säsongen inträffade några tragedier som när Atlanta Thrashers Dany Heatley körde ihjäl lagkamraten Dan Snyder, Heatley överlevde dock olyckan. Dessutom inträffade The Bertuzzi Incident då Vancouver Canucks Todd Bertuzzi överföll en spelare som bröt nacken men överlevde men blev lam.
Martin St. Louis, Tampa Bay Lightning, vann poängligan på 94 poäng (38 mål + 56 assist) och blev därmed en förste spelaren från Tampa Bay att vinna poängligan under grundserien. St. Louis 94 poäng var också den lägsta poängen en spelare fått sedan Stan Mikita, Chicago Black Hawks, vann poängligan säsongen 1967/1968 på 87 poäng.
Målsnittet hamnade denna säsong på 5,14 mål/match, vilket är det lägsta sedan säsongen 1954/1955 då snittet blev 5,04 mål/match.

## Grundserien

### Eastern Conference
Not: SM = Spelade matcher, V = Vunna, O = Oavgjorda, F = Förlorade, ÖTF = Övertidsförlust, GM = Gjorda mål, IM = Insläppta mål, Pts = Poäng, MSK = Målskillnad
- Lag i GRÖN färg till slutspel.
- Lag i RÖD färg har spelat klart för säsongen.

Lagen som kvalificerade sig för slutspel förutom de fyra divisionsvinnarna var de tolv lag (sex i varje konferens) som hade mest poäng i grundserien.
| Atlantic Division   | SM | V  | O  | F  | ÖTF | GM  | IM  | Pts | MSK  |
| ------------------- | -- | -- | -- | -- | --- | --- | --- | --- | ---- |
| Philadelphia Flyers | 82 | 40 | 21 | 21 | 6   | 229 | 186 | 101 | +43  |
| New Jersey Devils   | 82 | 43 | 14 | 25 | 2   | 213 | 164 | 100 | +49  |
| New York Islanders  | 82 | 38 | 15 | 29 | 4   | 237 | 210 | 91  | +27  |
| New York Rangers    | 82 | 27 | 15 | 40 | 8   | 206 | 250 | 69  | -44  |
| Pittsburgh Penguins | 82 | 23 | 12 | 47 | 4   | 190 | 303 | 58  | -113 |

| Northeast Division  | SM | V  | O  | F  | ÖTF | GM  | IM  | Pts | MSK |
| ------------------- | -- | -- | -- | -- | --- | --- | --- | --- | --- |
| Boston Bruins       | 82 | 41 | 22 | 19 | 7   | 209 | 188 | 104 | +21 |
| Toronto Maple Leafs | 82 | 45 | 13 | 24 | 3   | 242 | 204 | 103 | +38 |
| Ottawa Senators     | 82 | 43 | 16 | 23 | 6   | 262 | 189 | 102 | +73 |
| Montreal Canadiens  | 82 | 41 | 11 | 30 | 4   | 208 | 192 | 93  | +16 |
| Buffalo Sabres      | 82 | 37 | 11 | 34 | 4   | 220 | 221 | 85  | -1  |

| Southeast Division  | SM | V  | O  | F  | ÖTF | GM  | IM  | Pts | MSK |
| ------------------- | -- | -- | -- | -- | --- | --- | --- | --- | --- |
| Tampa Bay Lightning | 82 | 46 | 14 | 22 | 6   | 245 | 192 | 106 | +53 |
| Atlanta Thrashers   | 82 | 33 | 12 | 37 | 4   | 214 | 243 | 78  | -29 |
| Carolina Hurricanes | 82 | 28 | 20 | 34 | 6   | 172 | 209 | 76  | -37 |
| Florida Panthers    | 82 | 28 | 19 | 35 | 4   | 188 | 221 | 75  | -33 |
| Washington Capitals | 82 | 23 | 13 | 46 | 3   | 186 | 253 | 59  | -67 |

### Western Conference
| Central Division      | SM | V  | O  | F  | ÖTF | GM  | IM  | Pts | MSK |
| --------------------- | -- | -- | -- | -- | --- | --- | --- | --- | --- |
| Detroit Red Wings     | 82 | 48 | 13 | 21 | 2   | 255 | 189 | 109 | +66 |
| St. Louis Blues       | 82 | 39 | 13 | 30 | 2   | 191 | 198 | 91  | -7  |
| Nashville Predators   | 82 | 38 | 15 | 29 | 4   | 216 | 217 | 91  | -1  |
| Columbus Blue Jackets | 82 | 25 | 12 | 45 | 4   | 177 | 238 | 62  | -61 |
| Chicago Blackhawks    | 82 | 20 | 19 | 43 | 8   | 188 | 259 | 59  | -71 |

| Northwest Division | SM | V  | O  | F  | ÖTF | GM  | IM  | Pts | MSK |
| ------------------ | -- | -- | -- | -- | --- | --- | --- | --- | --- |
| Vancouver Canucks  | 82 | 43 | 15 | 24 | 5   | 235 | 194 | 101 | +41 |
| Colorado Avalanche | 82 | 40 | 20 | 22 | 7   | 236 | 198 | 100 | +38 |
| Calgary Flames     | 82 | 42 | 10 | 30 | 3   | 200 | 176 | 94  | +24 |
| Edmonton Oilers    | 82 | 36 | 17 | 29 | 5   | 221 | 208 | 89  | +13 |
| Minnesota Wild     | 82 | 30 | 23 | 29 | 3   | 188 | 183 | 83  | +5  |

| Pacific Division        | SM | V  | O  | F  | ÖTF | GM  | IM  | Pts | MSK |
| ----------------------- | -- | -- | -- | -- | --- | --- | --- | --- | --- |
| San Jose Sharks         | 82 | 43 | 18 | 21 | 6   | 219 | 183 | 104 | +36 |
| Dallas Stars            | 82 | 41 | 15 | 26 | 2   | 194 | 175 | 97  | +19 |
| Los Angeles Kings       | 82 | 28 | 25 | 29 | 9   | 205 | 217 | 81  | -12 |
| Mighty Ducks of Anaheim | 82 | 29 | 18 | 35 | 8   | 184 | 213 | 76  | -29 |
| Phoenix Coyotes         | 82 | 22 | 24 | 36 | 6   | 188 | 245 | 68  | -57 |

## Poängligan
Not: SM = Spelade matcher, M = Mål, A = Assists, Pts = Poäng
| Spelare           | Lag                  | SM | M  | A  | Pts |
| ----------------- | -------------------- | -- | -- | -- | --- |
| Martin St. Louis  | Tampa Bay            | 82 | 38 | 56 | 94  |
| Ilja Kovaltjuk    | Atlanta              | 81 | 41 | 46 | 87  |
| Joe Sakic         | Colorado             | 81 | 33 | 54 | 87  |
| Markus Näslund    | Vancouver            | 78 | 35 | 49 | 84  |
| Marián Hossa      | Ottawa               | 81 | 36 | 46 | 82  |
| Patrik Eliáš      | New Jersey           | 82 | 38 | 43 | 81  |
| Daniel Alfredsson | Ottawa               | 77 | 32 | 48 | 80  |
| Cory Stillman     | Tampa Bay            | 81 | 25 | 55 | 80  |
| Robert Lang       | Washington / Detroit | 69 | 30 | 49 | 79  |
| Brad Richards     | Tampa Bay            | 82 | 26 | 53 | 79  |

## Slutspelet
16 lag gör upp om Stanley Cup. Samtliga matchserier avgörs i bäst av sju matcher.
|  | Kvartsfinaler inom konferensen | Kvartsfinaler inom konferensen        | Kvartsfinaler inom konferensen |   |                     | Semifinaler inom konferensen | Semifinaler inom konferensen | Semifinaler inom konferensen |                   |                   | Finaler inom konferensen | Finaler inom konferensen | Finaler inom konferensen |  |  | Stanley Cup-finalen | Stanley Cup-finalen | Stanley Cup-finalen |
|  |                                |                                       |                                |   |                     |                              |                              |                              |                   |                   |                          |                          |                          |  |  |                     |                     |                     |
|  | 1                              | Tampa Bay Lightning                   | 4                              |   |                     | 1                            | Tampa Bay Lightning          | 4                            |                   |                   |                          |                          |                          |  |  |                     |                     |                     |
|  | 8                              | New York Islanders                    | 1                              |   |                     | 7                            | Montreal Canadiens           | 0                            |                   |                   |                          |                          |                          |  |  |                     |                     |                     |
|  |                                |                                       |                                |   |                     |                              |                              |                              |                   |                   |                          |                          |                          |  |  |                     |                     |                     |
|  | 2                              | Boston Bruins                         | 3                              |   |                     |                              |                              |                              | Östra konferensen | Östra konferensen | Östra konferensen        | Östra konferensen        | Östra konferensen        |  |  |                     |                     |                     |
|  | 2                              | Boston Bruins                         | 3                              |   |                     |                              |                              |                              | Östra konferensen | Östra konferensen | Östra konferensen        | Östra konferensen        | Östra konferensen        |  |  |                     |                     |                     |
|  | 7                              | Montreal Canadiens                    | 4                              |   |                     |                              |                              |                              |                   |                   |                          |                          |                          |  |  |                     |                     |                     |
|  | 7                              | Montreal Canadiens                    | 4                              |   |                     |                              |                              |                              |                   | 1                 | Tampa Bay Lightning      | 4                        |                          |  |  |                     |                     |                     |
|  |                                |                                       |                                |   |                     |                              |                              |                              |                   | 1                 | Tampa Bay Lightning      | 4                        |                          |  |  |                     |                     |                     |
|  |                                | 3                                     | Philadelphia Flyers            | 3 |                     |                              |                              |                              |                   |                   |                          |                          |                          |  |  |                     |                     |                     |
|  | 3                              | 3                                     | Philadelphia Flyers            | 3 | Philadelphia Flyers | 4                            |                              |                              |                   |                   |                          |                          |                          |  |  |                     |                     |                     |
|  | 3                              |                                       |                                |   | Philadelphia Flyers | 4                            |                              |                              |                   |                   |                          |                          |                          |  |  |                     |                     |                     |
|  | 6                              | New Jersey Devils                     | 1                              |   |                     |                              |                              |                              |                   |                   |                          |                          |                          |  |  |                     |                     |                     |
|  | 6                              | New Jersey Devils                     | 1                              |   |                     |                              |                              |                              |                   |                   |                          |                          |                          |  |  |                     |                     |                     |
|  |                                |                                       |                                |   |                     |                              |                              |                              |                   |                   |                          |                          |                          |  |  |                     |                     |                     |
|  |                                |                                       |                                |   |                     |                              |                              |                              |                   |                   |                          |                          |                          |  |  |                     |                     |                     |
|  | 4                              | Toronto Maple Leafs                   | 4                              |   | 3                   | Philadelphia Flyers          | 4                            |                              |                   |                   |                          |                          |                          |  |  |                     |                     |                     |
|  | 4                              | Toronto Maple Leafs                   | 4                              |   | 3                   | Philadelphia Flyers          | 4                            |                              |                   |                   |                          |                          |                          |  |  |                     |                     |                     |
|  | 5                              | Ottawa Senators                       | 3                              |   |                     | 4                            | Toronto Maple Leafs          | 2                            |                   |                   |                          |                          |                          |  |  |                     |                     |                     |
|  | 5                              | Ottawa Senators                       | 3                              |   |                     |                              |                              |                              |                   | E1                | Tampa Bay Lightning      | 4                        |                          |  |  |                     |                     |                     |
|  |                                | (Lagen omseedas efter kvartfinalerna) |                                |   |                     |                              |                              |                              |                   | E1                | Tampa Bay Lightning      | 4                        |                          |  |  |                     |                     |                     |
|  |                                | W6                                    | Calgary Flames                 | 3 |                     |                              |                              |                              |                   |                   |                          |                          |                          |  |  |                     |                     |                     |
|  | 1                              | W6                                    | Calgary Flames                 | 3 | Detroit Red Wings   | 4                            |                              |                              | 1                 | Detroit Red Wings | 2                        |                          |                          |  |  |                     |                     |                     |
|  | 1                              |                                       |                                |   | Detroit Red Wings   | 4                            |                              |                              | 1                 | Detroit Red Wings | 2                        |                          |                          |  |  |                     |                     |                     |
|  | 8                              | Nashville Predators                   | 2                              |   |                     | 6                            | Calgary Flames               | 4                            |                   |                   |                          |                          |                          |  |  |                     |                     |                     |
|  | 8                              | Nashville Predators                   | 2                              |   |                     | 6                            | Calgary Flames               | 4                            |                   |                   |                          |                          |                          |  |  |                     |                     |                     |
|  |                                |                                       |                                |   |                     |                              |                              |                              |                   |                   |                          |                          |                          |  |  |                     |                     |                     |
|  | 2                              | San Jose Sharks                       | 4                              |   |                     |                              |                              |                              |                   |                   |                          |                          |                          |  |  |                     |                     |                     |
|  | 2                              | San Jose Sharks                       | 4                              |   |                     |                              |                              |                              |                   |                   |                          |                          |                          |  |  |                     |                     |                     |
|  | 7                              | St. Louis Blues                       | 1                              |   |                     |                              |                              |                              |                   |                   |                          |                          |                          |  |  |                     |                     |                     |
|  | 7                              | St. Louis Blues                       | 1                              |   |                     |                              |                              |                              | 2                 | San Jose Sharks   | 2                        |                          |                          |  |  |                     |                     |                     |
|  |                                |                                       |                                |   |                     |                              |                              |                              | 2                 | San Jose Sharks   | 2                        |                          |                          |  |  |                     |                     |                     |
|  |                                | 6                                     | Calgary Flames                 | 4 |                     |                              |                              |                              |                   |                   |                          |                          |                          |  |  |                     |                     |                     |
|  | 3                              | 6                                     | Calgary Flames                 | 4 | Vancouver Canucks   | 3                            |                              |                              |                   |                   |                          |                          |                          |  |  |                     |                     |                     |
|  | 3                              |                                       |                                |   | Vancouver Canucks   | 3                            |                              |                              |                   |                   |                          |                          |                          |  |  |                     |                     |                     |
|  | 6                              | Calgary Flames                        | 4                              |   |                     |                              |                              |                              |                   |                   | Västra konferensen       | Västra konferensen       | Västra konferensen       |  |  |                     |                     |                     |
|  | 6                              | Calgary Flames                        | 4                              |   |                     |                              |                              |                              |                   |                   | Västra konferensen       | Västra konferensen       | Västra konferensen       |  |  |                     |                     |                     |
|  |                                |                                       |                                |   |                     |                              |                              |                              |                   |                   |                          |                          |                          |  |  |                     |                     |                     |
|  | 4                              | Colorado Avalanche                    | 4                              |   | 2                   | San Jose Sharks              | 4                            |                              |                   |                   |                          |                          |                          |  |  |                     |                     |                     |
|  | 4                              | Colorado Avalanche                    | 4                              |   | 2                   | San Jose Sharks              | 4                            |                              |                   |                   |                          |                          |                          |  |  |                     |                     |                     |
|  | 5                              | Dallas Stars                          | 1                              |   |                     | 4                            | Colorado Avalanche           | 2                            |                   |                   |                          |                          |                          |  |  |                     |                     |                     |

Conference-kvartsfinaler
| Tampa Bay Lightning-New York Islanders Tampa Bay vann serien med 4-1 - 8 april: Tampa Bay 3-0 Islanders - 10 april: Tampa Bay 0-3 Islanders - 12 april: Islanders 0-3 Tampa Bay - 14 april: Islanders 0-3 Tampa Bay - 16 april: Tampa Bay 3-2 Islanders (ÖT) | Boston Bruins-Montreal Canadiens Montreal vann serien med 4-3 - 7 april: Boston 3-0 Montreal - 9 april: Boston 2-1 Montreal (ÖT) - 11 april: Montreal 3-2 Boston - 13 april: Montreal 3-4 Boston (2 ÖT) - 15 april Boston 1-5 Montreal - 17 april Montreal 5-2 Boston - 19 april: Boston 0-2 Montreal | Philadelphia Flyers-New Jersey Devils Philadelphia vann serien med 4-1 - 8 april: Philadelphia 3-2 New Jersey - 10 april: Philadelphia 3-2 New Jersey - 12 april: New Jersey 4-2 Philadelphia - 14 april: New Jersey 0-3 Philadelphia - 17 april: Philadelphia 3-1 New Jersey |

| Toronto Maple Leafs-Ottawa Senators Toronto vann serien med 4-3 - 8 april: Toronto 2-4 Ottawa - 10 april: Toronto 2-0 Ottawa - 12 april: Ottawa 0-2 Toronto - 14 april: Ottawa 4-1 Toronto - 16 april: Toronto 2-0 Ottawa - 18 april: Ottawa 2-1 Toronto (2OT) - 20 april: Toronto 4-1 Ottawa | Detroit Red Wings-Nashville Predators Detroit vann serien med 4-2 - 7 april: Detroit 3-1 Nashville - 10 april: Detroit 2-1 Nashville - 11 april: Nashville 3-1 Detroit - 13 april: Nashville 3-0 Detroit - 15 april: Detroit 4-1 Nashville - 17 april: Nashville 0-2 Detroit | San Jose Sharks-St. Louis Blues San Jose vann serien med 4-1 - 8 april: San José 1-0 St. Louis (OT) - 10 april: San José 3-1 St. Louis - 12 april: St. Louis 4-1 San José - 13 april: St. Louis 3-4 San José - 15 april: San José 3-1 St. Louis |

| Vancouver Canucks-Calgary Flames Calgary vann serien med 4-3 - 7 april: Vancouver 5-3 Calgary - 9 april: Vancouver 1-2 Calgary - 11 april: Calgary 1-2 Vancouver - 13 april: Calgary 4-0 Vancouver - 15 april: Vancouver 1-2 Calgary - 17 april: Calgery 4-5 Vancouver (3OT) - 19 april: Vancouver 2-3 Calgary (OT) | Colorado Avalanche-Dallas Stars Colorado vann serien med 4-1 - 7 april: Colorado 3-1 Dallas - 9 april: Colorado 5-2 Dallas - 12 april: Dallas 4-3 Colorado (OT) - 14 april: Dallas 2-3 Colorado (2OT) - 17 april: Colorado 5-1 Dallas |

Conference-semifinaler
| Tampa Bay Lightning-Montreal Canadiens Tampa Bay vann serien med 4-0 - 23 april: Tampa Bay 4-0 Montreal - 25 april: Tampa Bay 3-1 Montreal - 27 april: Montreal 3-4 Tampa Bay (OT) - 29 april: Montreal 1-3 Tampa Bay | Philadelphia Flyers-Toronto Maple Leafs Philadelphia vann serien med 4-2 - 22 april: Philadelphia 3-1 Toronto - 25 april: Philadelphia 2-1 Toronto - 28 april: Toronto 4-1 Philadelphia - 30 april: Toronto 3-1 Philadelphia - 2 maj: Philadelphia 7-2 Toronto - 4 maj: Toronto 2-3 Philadelphia (OT) |

| Detroit Red Wings-Calgary Flames Calgary vann serien med 4-2 - 22 april: Detroit 1-2 Calgary (OT) - 24 april: Detroit 5-2 Calgary - 27 april: Calgary 3-2 Detroit - 29 april: Calgary 2-4 Detroit - 1 maj: Detroit 0-1 Calgary - 3 maj: Calgary 1-0 Detroit (OT) | San Jose Sharks-Colorado Avalanche San Jose vann serien med 4-2 - 22 april: San José 5-2 Colorado - 24 april: San José 4-1 Colorado - 26 april: Colorado 0-1 San José - 28 april: Colorado 1-0 San José (OT) - 1 maj: San José 1-2 Colorado (OT) - 4 maj: Colorado 1-3 San José |

Conference-finaler
| Tampa Bay Lightning-Philadelphia Flyers Tampa Bay vann serien med 4-3 - 8 maj: Tampa Bay 3-1 Philadelphia - 10 maj: Tampa Bay 2-6 Philadelphia - 12 maj: Philadelphia 1-4 Tampa Bay - 14 maj: Philadelphia 3-2 Tampa Bay - 18 maj: Tampa Bay 4-2 Philadelphia - 20 maj: Philadelphia 5-4 Tampa Bay (OT) - 22 maj: Tampa Bay 2-1 Philadelphia | San Jose Sharks-Calgary Flames Calgary vann serien med 4-2 - 9 maj: Calgary 4-3 San José (OT) - 11 maj: Calgary 4-1 San José - 13 maj: San José 3-0 Calgary - 15 maj: San José 4-2 Calgary - 17 maj: Calgary 3-0 San José - 19 maj: San José 1-3 Calgary |

### Stanley Cup-finalen
Tampa Bay Lightning vs. Calgary Flames
Tampa Bay Lightning vann finalserien med 4-3 i matcher

## Poängligan slutspelet
Not: SM = Spelade matcher, M = Mål, A = Assists, Pts = Poäng
| Spelare            | Lag          | SM | M  | A  | Pts |
| ------------------ | ------------ | -- | -- | -- | --- |
| Brad Richards      | Tampa Bay    | 23 | 12 | 14 | 26  |
| Martin St. Louis   | Tampa Bay    | 23 | 9  | 15 | 24  |
| Jarome Iginla      | Calgary      | 26 | 13 | 9  | 22  |
| Fredrik Modin      | Tampa Bay    | 23 | 8  | 11 | 19  |
| Craig Conroy       | Calgary      | 26 | 6  | 11 | 17  |
| Vincent Lecavalier | Tampa Bay    | 23 | 9  | 7  | 16  |
| Keith Primeau      | Philadelphia | 18 | 9  | 7  | 16  |
| Martin Gelinas     | Calgary      | 26 | 8  | 6  | 14  |
| Vincent Damphousse | San Jose     | 17 | 7  | 7  | 14  |
| Alexej Zjamnov     | Philadelphia | 18 | 4  | 10 | 14  |

## Debutanter
Några kända debutanter under säsongen:
- Patrice Bergeron, Boston Bruins
- Dustin Brown, Los Angeles Kings
- Marc-André Fleury, Pittsburgh Penguins
- Chris Kunitz, Anaheim Mighty Ducks
- Jason Pominville, Buffalo Sabres
- Derek Roy, Buffalo Sabres
- Aleksandr Siomin, Washington Capitals
- Eric Staal, Carolina Hurricanes
- Nikolaj Zjerdev, Columbus Blue Jackets

## Sista matchen
Bland dem som gjorde sin sista säsongen i NHL märks:
- Vincent Damphousse, San Jose Sharks
- Ron Francis, Toronto Maple Leafs
- Kenny Jönsson, New York Islanders
- Al MacInnis, St. Louis Blues
- Mark Messier, New York Rangers
- Adam Oates, Edmonton Oilers
- Dan Snyder, Atlanta Thrashers †
- Scott Stevens, New Jersey Devils

† På grund av att Snyder omkom i en trafikolycka

## NHL awards
| NHL awards 2003–2004              | NHL awards 2003–2004                                                                             |
| --------------------------------- | ------------------------------------------------------------------------------------------------ |
| Presidents' Trophy:               | Detroit Red Wings                                                                                |
| Prince of Wales Trophy:           | Tampa Bay Lightning                                                                              |
| Clarence S. Campbell Bowl:        | Calgary Flames                                                                                   |
| Art Ross Memorial Trophy:         | Martin St. Louis, Tampa Bay Lightning                                                            |
| Bill Masterton Memorial Trophy:   | Bryan Berard, Chicago Black Hawks                                                                |
| Calder Memorial Trophy:           | Andrew Raycroft, Boston Bruins                                                                   |
| Conn Smythe Trophy:               | Brad Richards, Tampa Bay Lightning                                                               |
| Frank J. Selke Trophy:            | Kris Draper, Detroit Red Wings                                                                   |
| Hart Memorial Trophy:             | Martin St. Louis, Tampa Bay Lightning                                                            |
| Jack Adams Award:                 | John Tortorella, Tampa Bay Lightning                                                             |
| James Norris Memorial Trophy:     | Scott Niedermayer, New Jersey Devils                                                             |
| King Clancy Memorial Trophy:      | Jarome Iginla, Calgary Flames                                                                    |
| Lady Byng Memorial Trophy:        | Brad Richards, Tampa Bay Lightning                                                               |
| Lester B. Pearson Award:          | Martin St. Louis, Tampa Bay Lightning                                                            |
| Lester Patrick Trophy:            | Mike Emrick, John Davidson, Ray Miron                                                            |
| Maurice "Rocket" Richard Trophy:  | Jarome Iginla, Calgary Flames Rick Nash, Columbus Blue Jackets Ilja Kovaltjuk, Atlanta Thrashers |
| NHL Plus/Minus Award:             | Martin St. Louis, Tampa Bay Lightning Marek Malik, Vancouver Canucks                             |
| Roger Crozier Saving Grace Award: | Dwayne Roloson, Minnesota Wild                                                                   |
| Vezina Trophy:                    | Martin Brodeur, New Jersey Devils                                                                |
| William M. Jennings Trophy:       | Martin Brodeur, New Jersey Devils                                                                |

## All-Star
| Första laget                          | Position | Andra laget                       |
| ------------------------------------- | -------- | --------------------------------- |
| Martin Brodeur, New Jersey Devils     | M        | Roberto Luongo, Florida Panthers  |
| Scott Niedermayer, New Jersey Devils  | B        | Chris Pronger, St. Louis Blues    |
| Zdeno Chára, Ottawa Senators          | B        | Bryan McCabe, Toronto Maple Leafs |
| Joe Sakic, Colorado Avalanche         | C        | Mats Sundin, Toronto Maple Leafs  |
| Martin St. Louis, Tampa Bay Lightning | HF       | Jarome Iginla, Calgary Flames     |
| Markus Näslund, Vancouver Canucks     | VF       | Ilja Kovaltjuk, Atlanta Thrashers |